# Loivo
Loivo es una freguesia portuguesa del municipio de Vila Nova de Cerveira, con 5,26 km² de superficie y 885 habitantes (2011). Su densidad de población es de 168,3 hab/km².